# Музахім аль-Баджаджі
Музахім аль-Баджаджі (араб. مزاحم الباجه جي; 22 вересня 1891 — 23 вересня 1982) — іракський політик, прем'єр-міністр країни у другій половині 1948 року.